# کچولی
کچولی یا عباسقلی خان، از روستاهای بخش مرکزی شهرستان سرخس است و در ۱۳ کیلومتری جنوب شهر سرخس و در مسیر جاده مشهد- سرخس واقع شده‌است. ارتفاع آن از سطح دریا ۲۸۰ متر و آب و هوای آن معتدل و خشک کوهستانی است.
بر اساس سرشماری سال ۱۳۸۵ جمعیت آن ۵۳۹ خانوار و ۲۲۸۴ نفر 
است.

## مردم‌شناسی
وجود مشکلات سیاسی اجتماعی و طبیعی و خشکسالی‌های مداوم در سیستان، موجب مهاجرت اجباری سیستانی‌ها به این منطقه شده‌است. جمعیت این روستا را سیستانی‌های تشکیل می‌دهد.
شغل مردم کچولی دامداری و کشاورزی آبی و دیم است. می‌باشد.

## منبع
- دکتر عباس سعیدی (۱۳۵۴)، سرخس دیروز و امروز، ناشر توس
- کتاب گیتاشناسی ایران جلد سوم- عباس جعفری – چاپ ۱۳۸۴
- سایت ریسمون

1. ↑  «نتایج سرشماری ایران در سال ۱۳۸۵». درگاه ملی آمار. بایگانی‌شده از روی نسخه اصلی در ۲۱ آبان ۱۳۹۲.